# Font d'Obriülls
La Font d'Obriülls, en alguns mapes grafiada com a Font d'Urbiülls, és una font de l'antic terme de Sant Serni, actualment pertanyent al municipi de Gavet de la Conca. Pertany al territori del poble de Mata-solana.
Està situada a 874,5 m d'altitud al sud-oest de Mata-solana, a la dreta del barranc de la Plana, a prop i al sud del camí de la Sarga. Queda a ponent de la Font de la Sarga.